# ميتشيل نيري
ميتشيل نيري هو لاعب كرة قدم إندونيسي في مركز الوسط، ولد في 11 أغسطس 1988 في جاكرتا في إندونيسيا. شارك مع منتخب إندونيسيا تحت 19 سنة لكرة القدم. أما مع النوادي، فقد لعب مع بي إس إم إس ميدان.

## وصلات خارجية
- ميتشيل نيري على موقع قاعدة بيانات كرة القدم.إي يو (الإنجليزية)
- ميتشيل نيري على موقع Soccerway.com (الإنجليزية)